# Esteban Carvajal
Esteban Andrés Carvajal Tapia (* 17. November 1988 in Catemu) ist ein chilenischer Fußballspieler, der als defensiver Mittelfeldspieler eingesetzt wird.

## Karriere

### Vereine
Esteban Carvajal begann seine Profikarriere 2007 bei Unión San Felipe, wo er bereits in der Jugend gespielt hatte. 2009 stieg er als Meister der Primera B auf und gewann die Copa Chile. 2011 wurde er gemeinsam mit dem Teamkollegen Cristián Suárez an den portugiesischen Verein SC Olhanense verliehen, nachdem er in der Copa Sudamericana 2010 auf sich aufmerksam machen konnte. Dieser Schritt war jedoch nicht von Erfolg gekrönt und er kehrte nach nur zwei Ligaeinsätzen wieder nach Chile zurück, wo er an den CD O’Higgins unter seinen früheren Trainer Ivo Basay verliehen wurde. 2013 wechselte er auf Leihbasis zum CD Palestino, fiel jedoch direkt nach seinem Wechsel über sieben Monate aus. Nach seiner Rückkehr überzeugte er direkt und wurde fest von den Arabés verpflichtet. 2017 folgte er seinem Trainer Nicolás Andrés Córdova zu den Santiago Wanderers und gewann die Copa Chile.
Zur Saison 2018 wechselte er zu Deportes Iquique und wurde anschließend zu einem Wandervogel, der nie länger als ein Jahr bei einem Verein blieb. Unter anderem spielte er für weitere Klubs in Chile, aber auch beim mexikanischen Klub Atlas. Seit Anfang 2025 steht Carvajal bei Santiago City aus der Segunda División unter Vertrag.

### Nationalmannschaft
Carvajal wurde für die Qualifikationsspiele im Oktober 2015 gegen Brasilien und Peru nominiert, kam jedoch nicht zu seinem Länderspieldebüt.

## Erfolge
Unión San Felipe
- Primera B: 2009
- Copa Chile: 2009

Santiago Wanderers
- Copa Chile: 2017